# Vigneul-sous-Montmédy
Vigneul-sous-Montmédy ist eine französische Gemeinde mit 83 Einwohnern (Stand: 1. Januar 2022) im Département Meuse in der Region Grand Est (bis 2015 Lothringen). Sie gehört zum Arrondissement Verdun und zum Kanton Montmédy.

## Geografie
Die Gemeinde Vigneul-sous-Montmédy liegt am Fluss Chiers, vier Kilometer südwestlich von Montmédy und elf Kilometer von der Grenze zu Belgien entfernt.

## Bevölkerungsentwicklung
| Jahr                       | 1962 | 1968 | 1975 | 1982 | 1990 | 1999 | 2006 | 2019 |
| Einwohner                  | 97   | 109  | 95   | 90   | 93   | 89   | 98   | 82   |
| Quellen: Cassini und INSEE |      |      |      |      |      |      |      |      |

## Sehenswürdigkeiten

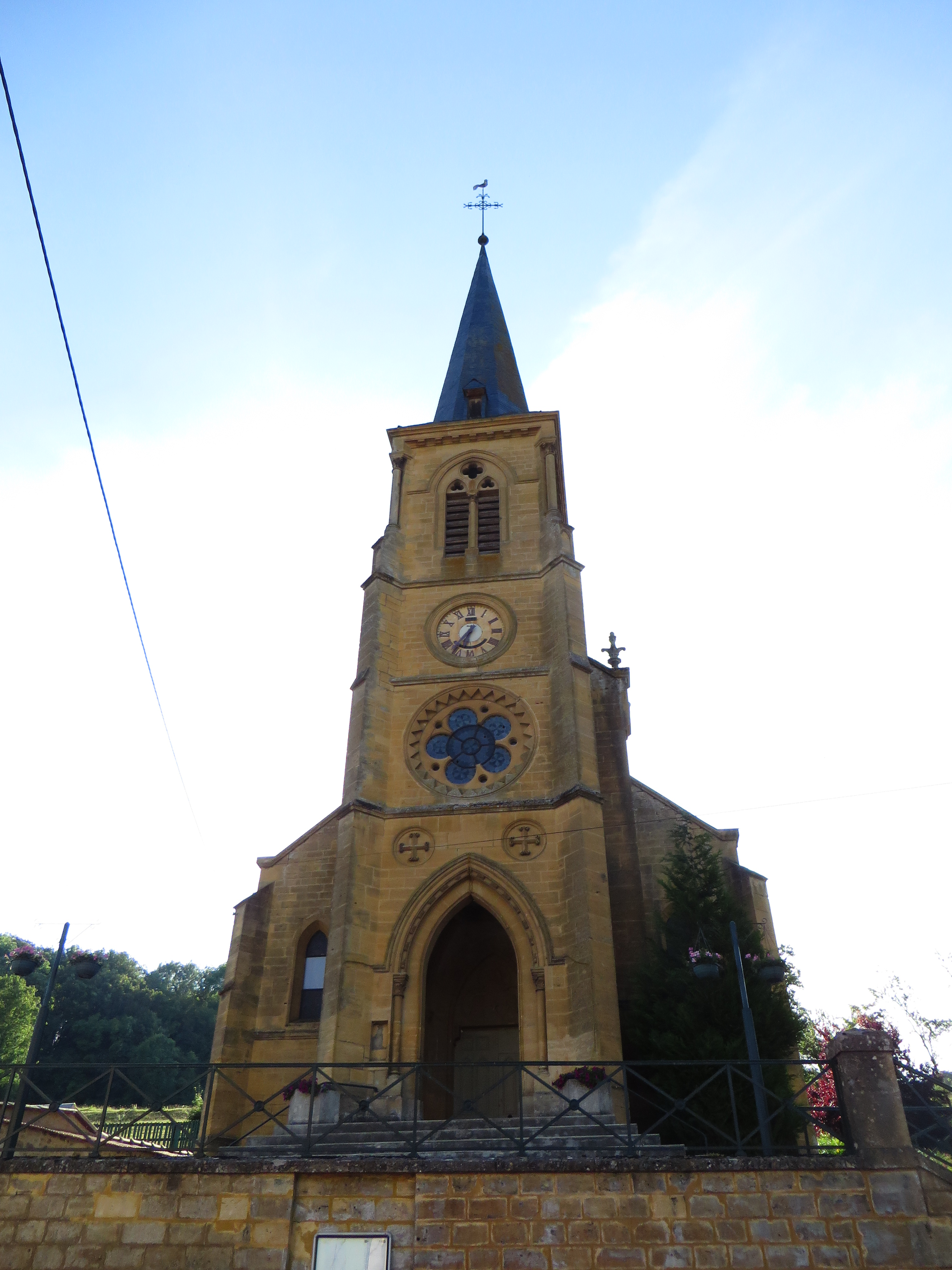
Kirche Saint-Pierre

- Kirche Saint-Pierre